# Condado de Treviño
Condado de Treviño (en euskera Trebiñu o Trebiñu Konderria) es un municipio español, perteneciente a la provincia de Burgos y a la comunidad autónoma de Castilla y León. Junto con el municipio de La Puebla de Arganzón, forma el enclave de Treviño, que mide 11 kilómetros de norte a sur, y 29 de este a oeste. La capital del municipio es la localidad de Treviño.

## Geografía
Está integrado en la comarca del Ebro de la provincia de Burgos, situándose a 101 kilómetros de la capital provincial. El término municipal está atravesado por la autovía del Norte entre los pK 330 y 332 así como por la carretera autonómica CL-127 que permite la comunicación con La Puebla de Arganzón y Bernedo.
El relieve del municipio está determinado por el valle del río Ayuda, afluente del río Zadorra, y las montañas que lo circundan. Al norte se encuentran los montes de Vitoria, con altitudes que oscilan entre los 900 y los 1146 metros. Por el este se extiende otra zona montañosa colindante con el parque natural de Izki y la cuadrilla de la Montaña Alavesa, que oscila entre los 800 y 1000 metros de altitud. Por el sur se extiende la sierra de Cantabria. Por el oeste conecta con el valle del Zadorra. El núcleo urbano se alza a 552 metros sobre el nivel del mar.
| Noroeste: Ribera Alta (Álava) y La Puebla de Arganzón | Norte: Vitoria (Álava)                                      | Noreste: Bernedo (Álava) |
| Oeste: Armiñón (Álava) y Ribera Baja (Álava)          |                                                             | Este: Bernedo (Álava)    |
| Suroeste: Berantevilla (Álava)                        | Sur: Zambrana (Álava), Peñacerrada (Álava) y Lagrán (Álava) | Sureste: Bernedo (Álava) |

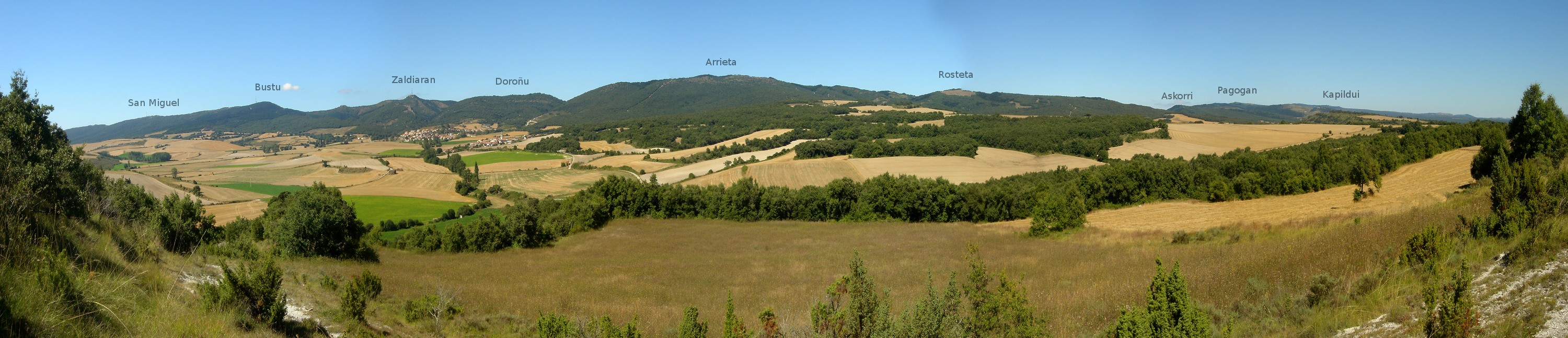
Los montes de Vitoria en el Condado de Treviño separan la comarca con la Llanada Alavesa.

Por escasez de vecindario y de bienes, que impedía el normal desarrollo de sus funciones, en 1974 se formalizan expedientes de disolución de las Juntas Vecinales de Ajarte, Araico, Ascarza, Burgueta, Dordóniz, Grandival, Mesanza, Moscador de Treviño, Pedruzo, Samiano, San Martín de Galvarín, San Vicentejo, Saseta y Zurbitu. Por aquella época la despoblación de Treviño estaba en su punto álgido, con Vitoria y Miranda de Ebro como principales focos de atracción, y uno tras otro los pueblos del enclave burgalés fueron uniéndose al municipio.

### Pedanías
En 2008 existen 36 Entidades Locales Menores cuya relación es la siguiente.
- Aguillo
- Albaina
- Añastro
- Argote
- Armentia
- Arrieta
- Ascarza
- Bajauri
- Burgueta
- Busto de Treviño
- Cucho
- Dordóniz
- Doroño
- Franco
- Fuidio
- Golernio
- Grandival
- Imiruri
- Laño
- Marauri
- Muergas
- Obécuri
- Ocilla y Ladrera
- Ogueta
- Ozana
- Pangua
- Páriza
- Samiano
- San Martín Zar
- San Vicentejo
- Saraso
- Taravero
- Torre
- Treviño
- Uzquiano
- Villanueva Tobera

### Pueblos del Condado que no son pedanías
- Ajarte
- Araico
- Arana
- Mesanza
- Moraza
- Moscador de Treviño
- Pedruzo
- San Esteban de Treviño
- San Martín de Galvarín
- Sáseta
- Zurbitu

### Despoblados
Despoblados del municipio:
- Arceina
- Arna
- Atazabal
- Berguisona
- Bustia[6]
- Caricedo.
- Doso.
- Faido.
- Franco de Yuso.
- Galbarin.
- Granado.
- Gueruca.
- Gurbandiz.[6]
- Lezana.
- Meana.
- Nunuri.
- Ochate.
- Piedrahíta.
- Pociela.
- San Martín.
- San Vicente.
- Sebastián.
- Taraita.
- Uralde.
- Uríbarri.
- Uzquiano de Suso.
- Valderrutia.
- Zahar.

## Historia
En la pedanía de Laño aún se pueden ver las cuevas artificiales que fueron habitadas por ermitaños hace más de mil quinientos años. El conjunto de Las Gobas conserva grabados de figuras de animales e inscripciones.
La fundación oficial de la villa de Treviño la realizó en 1161 el rey de Navarra Sancho VI El Sabio, existiendo en épocas anteriores un primitivo monasterio titulado de San Fausto, que en 1068 aparece en la dotación de la Iglesia de Oña por Sancho II de Castilla, aunque en 1200 pasó a poder de Castilla tras la victoria que el rey castellano Alfonso VIII obtuvo en la guerra que mantuvo contra el rey navarro, siendo desde ese momento el Condado de Treviño una parte más de Castilla hasta nuestros días.
Al estar en un cruce de caminos durante la Edad Media, se desarrolló una floreciente aljama judía. Saseta es una de las aldeas que antes se desarrolló, al estar en la entrada al condado del Camino del Vino y el Pescado: un camino real que comunicaba el valle del Ebro con la costa cantábrica.
El 8 de abril de 1366, Enrique II de Trastámara concedió a Pedro Manrique, como pago a los servicios prestados, la villa de Treviño de Uda con todas sus aldeas y términos, por lo que la comarca pasa de ser zona de realengo a zona de señorío. Un bisnieto de Pedro, Diego Gómez Manrique, recibió del rey Juan II de Castilla en 1453 el título de Conde de Treviño. Un hijo de este, Pedro Manrique de Lara y Sandoval, recibió de los Reyes Católicos el título de duque de Nájera.
En el siglo XVI los condes de Treviño, que eran ya desde 1482 duques de Nájera, construyeron su palacio, hoy día ayuntamiento de la villa.
A finales del siglo XVIII formaba parte del partido de Miranda de Ebro y estaba formado por la villa de Treviño y sus cuatro cuadrillas: la cuadrilla de Abajo, la del río Somoayuda, la de Val de Lauri y la de Val de Tobera.
Como pueblos únicamente figuraban las villas de Añastro, Pariza y Saseta, que fueron municipios independientes al final del Antiguo Régimen. En 1857 creció la extensión del municipio porque incorporó a Pariza y Saseta, y entre 1930 y el anterior incorporó a Añastro.

### Origen de la pertenencia administrativa a Burgos
Enmarcado dentro de la Conquista de Navarra, se produjo un conflicto entre el Reino de Castilla y el Reino de Navarra por las posesiones de los territorios situados en Álava, el Duranguesado y Guipúzcoa. Tras el conflicto se firmó un Armisticio entre Sancho el Sabio de Navarra y Alfonso VIII que intercambiaba Portilla y Treviño, por Inzura (en Améscoa) y Miranda.
Desde ese momento el territorio alavés queda incorporado a la Corona de Castilla, pero al ser un señorío apartado se rige por sus propias costumbres a través de la Cofradía de Arriaga. A esta situación hay que exceptuar las plazas de Treviño y Vitoria que al ser realengas quedaban bajo jurisdicción directa del rey. Ya en 1332 tras la petición de la propia cofradía a Alfonso XI, este señorío apartado pasó a depender directamente de la corona y la cofradía fue disuelta.
De esta manera, Treviño no participa de los fueros alaveses y por esa razón cuando Javier de Burgos redactó la División territorial de España en 1833, primó el criterio jurídico ante el geográfico, quedando enclavado de esta manera en el Condado de Treviño dentro de Álava.
Treviño pertenece en la actualidad al partido judicial de Miranda de Ebro, y por tanto a la provincia de Burgos. La villa de Miranda fue fundadora de la Hermandad de Álava en 1463, pocos años después del primer intento de constituirla, cuando entonces participó Treviño. Miranda solicitó su reincorporación en Álava en 1646 y 1742 de manera infructuosa. En 1822, durante la primera división de España por provincias, Miranda fue englobada en un primer momento en la provincia de Álava.
En la definitiva división de provincias realizada en 1833, Miranda y el Condado de Treviño, quedaron perteneciendo a la provincia de Burgos.

## Demografía
Condado de Treviño cuenta con una población de 1490 habitantes (INE 2024).
| Gráfica de evolución demográfica de Condado de Treviño entre 1842 y 2021 |
| |
| Población de derecho según los censos de población del INE. Población de hecho según los censos de población del INE.Entre el censo de 1857 y el anterior, crece el término del municipio porque incorpora a Pariza y Saseta. Entre el censo de 1930 y el anterior, crece el término del municipio porque incorpora a Añastro. |

### Población
| Entidad poblacional    | Nombre en euskera   | Población (2023) |
| ---------------------- | ------------------- | ---------------- |
| Treviño                | Trebiñu             | 213              |
| Doroño                 | Doroñu              | 160              |
| Armentía               | Armentia            | 128              |
| Añastro                | Añastro             | 126              |
| Araico                 | Araiko              | 92               |
| Franco                 | Franku              | 83               |
| Aguillo                | Agilu               | 58               |
| Burgueta               | Burgeta             | 47               |
| Dordóniz               | Dordoniz            | 46               |
| Cucho                  | Kutxu               | 42               |
| Arrieta                | Arrieta             | 39               |
| Imiruri                | Imiruri             | 29               |
| Grandival              | Grandival           | 27               |
| Páriza                 | Paritza             | 27               |
| Moscador de Treviño    | Moskator            | 25               |
| Argote                 | Argote              | 23               |
| Saraso                 | Saratsu             | 22               |
| Laño                   | Lañu                | 21               |
| Marauri                | Marauri             | 21               |
| Albaina                | Albaita             | 19               |
| Fuidio                 | Fuidio              | 19               |
| Golernio               | Golernio            | 19               |
| Bajauri                | Baxauri             | 15               |
| Obécuri                | Obekuri             | 15               |
| Uzquiano               | Uzkio               | 15               |
| Samiano                | Samiano             | 14               |
| Taravero               | Taravero o Tarabero | 13               |
| Moraza                 | Moraza              | 12               |
| Villanueva Tobera      | Billa Tobera        | 12               |
| Torre (Burgos)         | Torre               | 11               |
| San Esteban de Treviño | San Esteban Trebiñu | 9                |
| Ozana                  | Ozana               | 8                |
| Pangua                 | Pangua              | 8                |
| Sáseta                 | Saseta              | 8                |
| Busto de Treviño       | Bustu               | 7                |
| Ascarza                | Askartza            | 6                |
| Ocilla y Ladrera       | Ozilla-Ladrera      | 5                |
| Ogueta                 | Ogeta               | 5                |
| San Martín Zar         | Sanmartinzar        | 5                |
| San Vicentejo          | San Vicentejo       | 5                |
| Muergas                | Morgas              | 4                |
| Pedruzo                | Pedruzo             | 4                |
| San Martín de Galvarín | San Martin Galbarin | 4                |
| Zurbitu                | Zurbitu             | 4                |
| Arana                  | Arana               | 2                |
| Ajarte                 | Axarte              | 1                |
| Mesanza                | Mesantza            | 1                |

## Administración y política

### Política municipal
Las elecciones municipales de 2007 dieron, en el municipio de Condado de Treviño, cuatro concejales al Partido Popular, tres concejales a la Agrupación Electoral Independiente del Condado de Treviño, uno para el PSOE y otro para ANV.
En 2011 PNV y EH Bildu logran un concejal cada uno siendo el único municipio ni vasco ni navarro con representación de dichos partidos.
Tras un periodo de gobierno municipal del PP en minoría, el 14 de diciembre de 2012 la Agrupación Electoral Independiente del Condado de Treviño, la Agrupación de Ciudadanos del Condado de Treviño y EH Bildu presentaron una moción de censura contra la alcaldesa popular. Desde entonces, el municipio fue regido por Ignacio Portilla de AEICT, adhiriéndose posteriormente, en noviembre de 2013, a la asamblea de electos abertzales, Udalbiltza.
En las elecciones de 2019, aunque CDC fue la lista más votada, el PNV logró los apoyos de EH Bildu y de AEICT y Enrique Barbadilo del PNV se convirtió en el nuevo alcalde, desbancando a CDC.
| Partido político                                                  | 2019    | 2019       | 2015    | 2015       | 2011    | 2011       | 2007    | 2007       | 2003    | 2003       | 1999    | 1999       |
| Partido político                                                  | Votos % | Concejales | Votos % | Concejales | Votos % | Concejales | Votos % | Concejales | Votos % | Concejales | Votos % | Concejales |
| Ciudadanos del Condado de Treviño (CDC)                           | 18.97 % | 2          | 22.07 % | 2          | -       | -          | -       | -          | -       | -          | -       | -          |
| Agrupación Electoral Independiente del Condado de Treviño (AEICT) | 18,82 % | 2          | 21,33 % | 2          | 17,52 % | 2          | 32,65 % | 3          | 52,12 % | 5          | 48,09 % | 4          |
| Partido Nacionalista Vasco (EAJ-PNV)                              | 18,66 % | 2          | 9,33 %  | 1          | 12,99 % | 1          | -       | -          | -       | -          | -       | -          |
| Partido Popular (PP)                                              | 16,84 % | 1          | 16,44 % | 2          | 31,53 % | 3          | 38,78 % | 4          | 44,67 % | 4          | 41,51 % | 3          |
| Euskal Herria Bildu (EH Bildu) / Bildu                            | 11,99 % | 1          | 11,41 % | 1          | 11,68 % | 1          | -       | -          | -       | -          | -       | -          |
| Ciudadanos por Treviño (CPT)                                      | 8,95 %  | 1          | 14,67 % | 1          | -       | -          | -       | -          | -       | -          | -       | -          |
| Partido Socialista Obrero Español (PSOE)                          | -       | -          | 3,26 %  | 0          | 5,69 %  | 0          | 13,99 % | 1          | -       | -          | 7,28 %  | 0          |
| Agrupación Ciudadanos Condado de Treviño (ACUDE)                  | -       | -          | -       | -          | 18,10 % | 2          | -       | -          | -       | -          | -       | -          |
| Acción Nacionalista Vasca (EAE-ANV)                               | -       | -          | -       | -          | -       | -          | 10,05 % | 1          | -       | -          | -       | -          |

### Reivindicación territorial
El territorio del condado, completamente rodeado por la provincia vasca de Álava, es reclamado por la totalidad de los partidos alaveses, así como por la mayoría de la población treviñesa como parte conformante de Álava, incluyendo sus territorios en la provincia antes mencionada. Basan sus argumentos en el referéndum realizado en 1940 por el Gobierno Civil burgalés, en el que un 98 % de la población se declaró a favor de la integración de Treviño en Álava. Sin embargo, el resultado de la consulta popular quedó en papel mojado. Desde entonces se han propuesto nuevos referendos por parte de los partidos treviñeses, que se han desestimado desde la Junta de Castilla y León, como el de 1998, en el que un 68 % de los votantes de Treviño se manifestó a favor de un referéndum para decidir si unirse a Álava. La participación alcanzó el 76,6 % de los 919 censados en el enclave.
En 1979, los diputados Xabier Arzalluz del PNV y Juan María Bandrés de Euskadiko Ezkerra, afirmaron que el artículo 8 del nuevo Estatuto de Guernica estaba pensado para integrar a Treviño en Álava y a Valle de Villaverde (Cantabria) en Vizcaya.

## Monumentos y lugares de interés
- Bosques de Obécuri y Bajauri.
- Parte del Parque natural de Izki, con la más extensa masa de roble rebollo de Europa.
- Desfiladero del río Ayuda: ruta desde Sáseta a Oquina, travesía Laño-Laguardia; travesía Aguillo-Ajarte por el monte Palogán.
- Villas de Pariza y Treviño.
- Cucho, con rehabilitación y restauración de todos sus edificios.
- Ermitas románicas: San Formerio, San Vicentejo, Ermita de Albaina, Ermita de Pariza...
- Cuevas de Laño, de origen medieval.

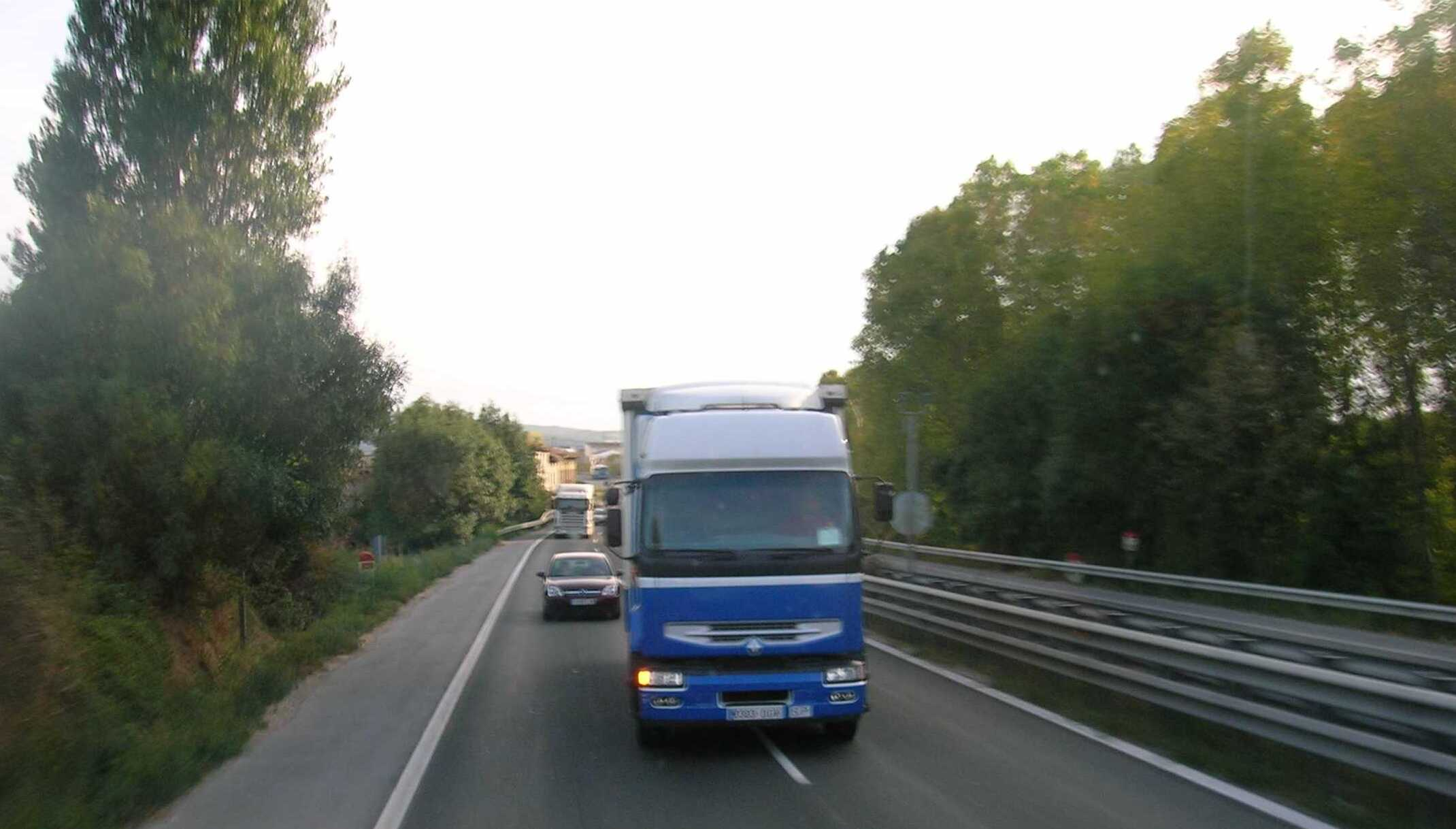
Antigua ruta de la Autovía del Norte (Nacional I) a su paso por Treviño.

- Conjunto Histórico-Artístico de la Villa de Treviño, declarado el 28-09-1983.
- Cuevas de Laño, declaradas el 23-06-1978.
- Cuevas Prehistóricas del "Montico" en Albaina, declarada el 21-08-1976.
- Ermita de la Purísima Concepción, en San Vicentejo, declarada el 11-03-1994.

Ver Ministerio de Cultura/Consulta a la base de datos de bienes inmuebles

## Urbanismo

### Normas urbanísticas municipales
Acuerdo de 1 de agosto de 2002, de la Comisión Territorial de Urbanismo de Burgos, de Aprobación Definitiva.- Revisión y Adaptación de las Normas Urbanísticas Municipales (Ant. 399/00). Condado de Treviño. B.O.C. y L - N.º 185, martes, 24 de septiembre de 2002.
La clasificación del suelo se hace en los tres tipos siguientes:
- Suelo Urbano (consolidado y no consolidado), 190,58 hectáreas, comprende los núcleos urbanos de:

Agillo, Ajarte, Albaina, Añastro, Araico, Arana, Argote, Armentia, Ventas De Armentia, Arrieta, Ascarza, Bajauri, Burgueta, Busto De Treviño, Uralde, Cucho, Dordoniz, Doroño, Franco, Fuidio, Golernio, Grandival, Imiruri, Ladrera, Laño, Marauri, Meana, Mesanza, Moraza, Moscador De Treviño, Muergas, Obecuri, Ocilla, Ochate, Ogueta, Ozana, Pangua, Pariza, Pedruzo, Samiano, San Esteban De Treviño, San Martín De Galvarin, San Martín Del Zar, San Vicentejo, Saraso, Saseta, Taravero, Torre, Treviño, Uzquiano, Villanueva Tobera y Zurbitu.
- Suelo Urbanizable, 10 sectores, 8 residenciales y 2 agropecuarios, 24,37 hectáreas.
- Suelo Rústico, que a su vez se divide en Rústico con Protección natural, Rústico Común y Rústico de Protección de Entorno Urbano, 20 286 hectáreas.